# 巴布亞紐幾內亞唇銀漢魚
巴布亞紐幾內亞唇銀漢魚，為輻鰭魚綱銀漢魚目虹銀漢魚科的其中一種，分布於巴布亞紐幾內亞Sepik河流域，為熱帶魚類，棲息在底中層水域，生活習性不明。

## 擴展閱讀
維基物種上的相關：巴布亞紐幾內亞唇銀漢魚